# ヤマハ・サリアン
ヤマハ・サリアン (Salient) は、ヤマハ発動機が販売していたスクータータイプの原動機付自転車である。1982年1月発売、現在は既に生産を終了している。
サリアンはSalient（英語・セイリアント）をフランス語風に読んだもの。顕著な、目立つ、跳躍する、という意味を持つ。スクーター競合時代のリーディングモデルとなることを願って命名された。

## 概要
CMキャラクターは宮崎美子。1981年2月に発売された「ベルーガ」に続くヤマハの本格スクーター第2弾、ベルーガより小型で、パッソーラの上という位置づけで、主に女性層をメインターゲットとして開発された。前後10インチサイズのタイヤを採用し、フロントサスペンションは乗り心地を重視してボトムリンク方式とした。車両重量は乾燥で55kg（デラックス）。また、セルスターターが全グレードに標準装備された。
搭載されるエンジンは、最高出力3.6psを発揮する空冷2サイクル単気筒。駆動方式はパッソル系のオイルバス式チェーンドライブではなくVベルトによるオートマチックを採用していた。
グレードは「デラックス(CA50E/14T)」と「スーパーデラックス(CA50ES/14U)」の2種類。当時のメーカー希望小売価格は、デラックスが129,800円、スーパーデラックスが138,000円であった。
1982年5月、スーパーデラックス(CA50ES/14U)をベースに木目調の外装パーツを装備した特別仕様車「サリアンスペシャル(CA50SP)」が登場。フロントキャリア、クロームメッキホイールを装備。メーカー希望小売価格は、145,000円。
1984年1月にはニューサリアン（CA50ED/49E、CA50EA/33R）が発売される。レッグシールドとフロントフェンダーが一体化され、ヘッドライトはハロゲンになり、全体がプロテクトモールにより保護された。エンジンは7ポートトルクインダクションエンジンに変更。最高出力　5.0PSになる。メーカー希望小売価格は、138,000円であった。

### 主要諸元　CA50ES(CA50E)
- 車名型式：ヤマハ・14T
- 発売：1982年1月
- 機種コード：14U（14T)
- 全長/全幅/全高/シート高：1590mm/615mm/1045(980)mm/690mm
- エンジン：強制空冷単気筒２ストロークエンジン
- 総排気量：49cc
- 最高出力：3.6馬力/2.6ｋW/6,000rpm
- 最大トルク：0.54kgf・m/5.3N・m/4,500rpm
- 定地燃費(30km/h)：76km
- 乾燥重量：56kg(55kg)
- 変速機：Vベルト式無段変速
- クラッチ：乾式内拡重錘式クラッチ
- ブレーキ：前後機械式ドラムブレーキ
- 始動方式：セル・キック併用式
- 点火方式：C.D.I点火
- 燃料タンク容量：3.8L
- オイルタンク容量：1L
- チョーク方式：オート
- 燃料コック：負圧式オートコック
- バッテリー：6V-8Ah
- ヘッドライト：6v 25w/25w
- ターンランプ：6v 10w×4
- ストップランプ：6v 10w/3w
- タイヤ：前後2.75-10-2PR　チューブ
- 装備：フロントトランク、メーターバイザー、フェンダーモール、スクーターパネルモール、ステップマット、左右バックミラー、キルティングシート＆シートモール装備。（CA50Eはフロントインナーラック、右バックミラー、ノーマルシート）
- ボディーカラー：ホワイト/クリスタルシルバー/ミストブルーメタリック（CA50Eはチャピィレッド/トラディッショナルブルー/クリーンホワイト）
- その他(1)：始動はワン・ツースタート（始動と走行をキーシリンダーで切り分けて操作）、ハンドルロック、メットホルダー、リアキャリア付き
- その他(2)：車体番号14T-0000101～（14T）／車体番号14T-0500101～（14U）

## グッドデザイン賞受賞
1982年度のグッドデザイン賞商品デザイン部門にてサリアン・スーパーデラックス(受賞対象名：原動機付自転車[CA50ES])が受賞されている。